# Angelo Enrico Canevari
Angelo Enrico Canevari (detto “Bido”; Roma, 2 agosto 1929 – Amelia, 23 o 24 febbraio 2014) è stato un artista, scultore e scenografo italiano.
Figlio e nipote d’arte, il padre Angelo fu un noto pittore futurista che realizzò i mosaici parietali per la piscina coperta, per la Casa delle Armi e per il Piazzale dell'Impero al Foro Italico (all’epoca denominato Foro Mussolini), oltre a quelli per il teatro dopolavoro della manifattura tabacchi (oggi Cinema Nuovo Sacher) il nonno Enrico fu pittore, mentre e lo zio Silvio realizzò alcune delle statue del Foro Italico; più che alla scuola Bido deve la sua formazione alla frequentazione di artisti quali Corrado Cagli, Mirko, Ettore Colla, Edgardo Mannucci e Alberto Burri. Padre di Paolo Canevari, celebre artista contemporaneo ed ex marito dell’artista performativa serba Marina Abramović.

## Biografia
È invitato nel 1965 alla Biennale dei Giovani di Parigi e vince nel 1967 il Primo Premio assoluto di scultura della VII Biennale d’Arte Sacra dell’Antoniano di Bologna. Da quest’epoca collabora con il Vaticano ed è autore di numerose opere tra cui il cofano di bronzo per la Porta Santa di San Pietro e diverse monetazioni vaticane. Dagli anni ’80 in poi si dedica quasi esclusivamente ad opere monumentali, tra le quali le tre porte bronzee per il duomo romanico di Belluno, la porta per la chiesa romanica di Colonna a Trani, quelle per la concattedrale di S. Andrea a Subiaco, quella per la chiesa settecentesca di Sant’Agostino a Giovinazzo; il monumento commemorativo del traforo autostradale del Fréjus; la statua di S. Benedetto presso il Sacro Speco di Subiaco.
Nel 1996 realizza un grande bassorilievo sul tema della Disfida di Barletta per il Palazzo di Città di Barletta.
Nel dicembre del 1997 rappresenta l’Italia nella sezione Scultura del Padiglione italiano alla Biennale Internazionale d’Arte di Alessandria d'Egitto.

## L'opera
Le sue opere, ricche di citazioni, ne sottolineano l’accorta e colta sensibilità critica e sono sostenute sempre da una conoscenza approfondita del mestiere. Esprimendosi da anni in cicli di opere formalmente differenziate, l’artista aderisce con consequenzialità alla sua vocazione sperimentale, sempre tesa alla ricerca di un rapporto “analogico” con la tradizione e la storia.
Importanti e numerose sono le sue realizzazioni anche in campo scenografico, sia teatrale che televisivo (tra cui quelle per Finale di partita di Beckett, del 1978 e per Rosales di Mario Luzi del 1983 per il Maggio Musicale Fiorentino), nella medaglistica e nell’illustrazione. Dove, per citare solo alcuni esempio, suoi sono i disegni che illustrano la Canzone d’amore e di morte dell’alfiere Christoph Rilke di R.M. Rilke, così come le tavole che arricchiscono le Favole di Italo Svevo e le “immagini” che illustrano le Favole del tramonto di Andrea Camilleri.
Ha realizzato molteplici opere scultoree. Presso il Monastero di Santa Maria di Colonna a Trani è visionabile un portale di bronzo, opera dello scultore. Oltre ad essere uno scultore di fama mondiale Canevari è stato anche incisore e autore di disegni a china, raffigurando temi classici e romantici, richiamando opere dell'Ariosto, con i cavalieri e battaglie.
Ha tenuto circa settanta personali in Italia e all’estero ed esposto in innumerevoli mostre collettive di rappresentanza italiana nei musei e nelle gallerie di ogni parte del mondo.